# Diplotoxa orbitalis
Diplotoxa orbitalis är en tvåvingeart som beskrevs av Malloch 1931. Diplotoxa orbitalis ingår i släktet Diplotoxa och familjen fritflugor. Inga underarter finns listade i Catalogue of Life.